# نیل برند
نیل برند (انگلیسی: Neil Brand؛ زادهٔ ۱۸ مارس ۱۹۵۸) بازیگر، نمایشنامه‌نویس، آهنگساز و مؤلف اهل بریتانیا است.
او علاوه برهم‌نوازی همزمان برای فیلم‌های کمدی قدیمی در «سالن نمایش ملی فیلم» در لندن، موسیقی چندین فیلم قدیمی را نیز بازسازی و مرمت کرد؛ از جمله فیلم زیرزمین اثر آنتونی اسکویت و مستأجر: داستان لندن مه‌آلود اثر آلفرد هیچکاک.